# Charles Jewtraw
Charles Henry „Charley” Jewtraw (ur. 5 maja 1900 w Harkness, zm. 26 stycznia 1996 w Palm Beach) – amerykański łyżwiarz szybki, złoty medalista olimpijski.

## Kariera
Największy sukces w karierze Charles Jewtraw osiągnął w 1924 roku, kiedy podczas igrzysk olimpijskich w Chamonix zwyciężył w biegu na 500 m. W zawodach tych wyprzedził bezpośrednio Norwega Oskara Olsena oraz jego rodaka Roalda Larsena i Fina Clasa Thunberga, który ex aequo zajęli trzecie miejsce. Jewtraw został tym samym pierwszym mistrzem olimpijskim w historii na tym dystansie. Był równocześnie pierwszym złotym medalistą zimowych igrzysk olimpijskich w historii - konkurencja w której triumfował została rozegrana jako pierwsza ze wszystkich sportów. na tych samych igrzyskach był też ósmy na 1500 m i trzynasty na 5000 m. Były to jego jedyne międzynarodowe zawody, po igrzyskach zakończył karierę. Był też mistrzem Stanów Zjednoczonych w latach 1921 i 1923.